# Stefan Müller-Doohm

Stefan Müller-Doohm (2003)

Stefan Müller-Doohm (* 13. November 1942 in Frankfurt am Main) ist ein deutscher Soziologe.

## Leben
Nach dem Besuch der Volksschule und dann der Freien Waldorfschule in Frankfurt am Main legte Müller-Doohm 1963 das Abitur extern ab und begann mit dem Studium der Soziologie, Politikwissenschaft, Philosophie und Psychologie an der Johann Wolfgang Goethe-Universität Frankfurt am Main. Zu seinen akademischen Lehrern zählen unter anderem Theodor W. Adorno, Max Horkheimer, Manfred Teschner, Jürgen Habermas, Helge Pross, Iring Fetscher, Alexander Mitscherlich und Horst-Eberhard Richter. Nach der Diplom-Vorprüfung für Soziologie am Institut für Sozialforschung in Frankfurt wechselte er zur Philipps-Universität Marburg. 1972 wurde Müller-Doohm an der Justus-Liebig-Universität Gießen promoviert. Seine Mentorin dort war Helge Pross.
Auf die Leitung der Lektorate des Fischer-Athenäum- und Athenäum-Verlages in Frankfurt am Main und einen Lehrauftrag an der Universität Gießen folgten eine Lehrstuhlvertretung in Gießen und Lehraufträge an der Universität Bremen. 1974 folgte Müller-Doohm einem Ruf als Professor für Soziologie mit dem Schwerpunkt Interaktions- und Kommunikationstheorien an die Universität Oldenburg (heute Carl von Ossietzky Universität Oldenburg). Dort ist er als 2007 emeritierter Professor für Soziologie bis heute tätig. Seither arbeitet er an diversen Forschungsarbeiten, unter anderem einem DFG-Projekt zum Thema: „Ideenpolitische Kontroversen im diskursiven Raum publizistischer Öffentlichkeit – Eine Diskursanalyse intellektueller Interventionen in überregionalen Qualitätszeitungen“.

## Schriften (Auswahl)
- Medienindustrie und Demokratie. Athenäum, Frankfurt am Main 1972.
- mit Wilfried Belschner: Junge Generationen zwischen Liebe und Bedrohung. Paradoxien der Aids-Aufklärung. Ed. Sigma, Berlin 1993.
- Die Soziologie Theodor W. Adornos. Eine Einführung. Campus, Frankfurt am Main 1996.
- Adorno. Eine Biographie. Suhrkamp, Frankfurt am Main 2003.
- Jürgen Habermas. Suhrkamp, Frankfurt am Main 2008.
- hrsg. mit Georg Kohler: Wozu Adorno? Beiträge zur Kritik und zum Fortbestand einer Schlüsseltheorie des 20. Jahrhunderts. Velbrück, Weilerswist 2008.
- hrsg. mit Thomas Jung: Fliegende Fische. Eine Soziologie des Intellektuellen in 20 Porträts. Fischer, Frankfurt am Main 2009.
- Jürgen Habermas. Eine Biografie. Suhrkamp, Berlin 2014.
- Negazione e argomentazione. La teoria critica di Adorno e Habermas. A cura di Luca Corchia. Torino, Nuova Trauben, 2018.
- Hrsg. mit Luca Corchia und William Outhwaite: Habermas global. Wirkungsgeschichte eines Werks. Suhrkamp, Berlin 2019, ISBN 978-3-518-29879-4.
- Hrsg. mit Smail Rapic und  Tilo Wesche, unter redaktioneller Mitarbeit von Niklas Angebauer: Vernünftige Freiheit. Beiträge zum Spätwerk von Jürgen Habermas. Suhrkamp, Berlin 2024, ISBN 978-3-518-30020-6.